# Bessonovka
Bessonovka (in russo Бессо́новка?) è un villaggio della Russia europea centrale, situato nell'oblast' di Penza; è il centro amministrativo del distretto Bessonovskij.
Si trova sulla riva sinistra del fiume Sura, 7 km a nord-est di Penza.